# شارلتون هيستون
جون شارلتون كارتر وعرف فنيا باسم شارلتون هيستون (بالإنجليزية: Charlton Heston)‏ (ولد في 4 أكتوبر 1923، إيفانستون، إيلينوي - توفي 5 أبريل 2008، بيفرلي هيلز، كاليفورنيا)، ممثل ومخرج وكاتب سيناريو أمريكي، فاز بجائزة الأوسكار 1959 لأفضل ممثل عن دوره في فيلم بن هور ، ظهر في عدة أفلام منها أعظم العروض على وجه الأرض والوصايا العشر وكوكب القردة، وكان من رموز السينما الأمريكية في سنوات 1950 و1960.
كان أيضا فاعلا سياسيا وحقوقيا بحيث كان من أبرز الأسماء الفنية المؤيدة لحركة الحقوق المدنية المناهضة للعنصرية في الولايات المتحدة في ستينات القرن العشرين، كما كان من أبرز المؤيدين لحق إمتلاك السلاح في أمريكا.

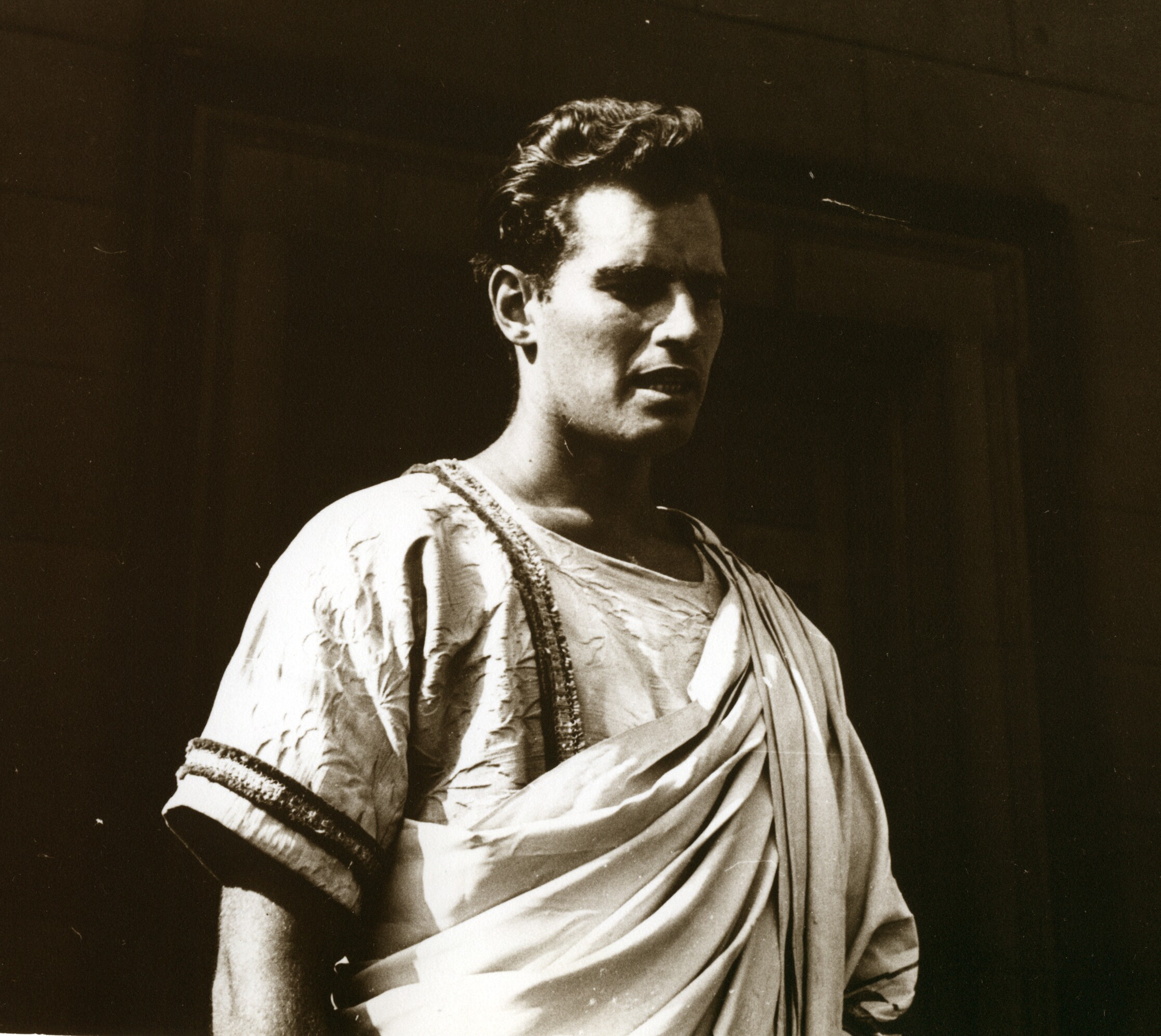
هيستون بدور ماركوس أنطونيوس

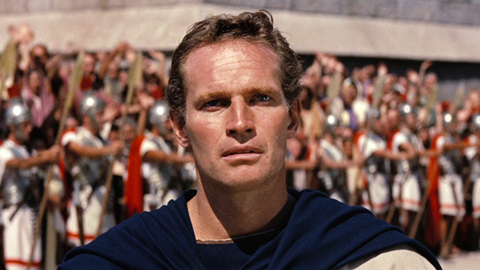
هيستون في لقطة من فيلم بن هور

## وصلات خارجية
- شارلتون هيستون على موقع IMDb (الإنجليزية)
- شارلتون هيستون على موقع الموسوعة البريطانية (الإنجليزية)
- شارلتون هيستون على موقع روتن توميتوز (الإنجليزية)
- شارلتون هيستون على موقع مونزينجر (الألمانية)
- شارلتون هيستون على موقع ألو سيني (الفرنسية)
- شارلتون هيستون على موقع ميوزك برينز (الإنجليزية)
- شارلتون هيستون على موقع تيرنر كلاسيك موفيز (الإنجليزية)
- شارلتون هيستون على موقع أول موفي (الإنجليزية)
- شارلتون هيستون على موقع قاعدة بيانات برودواي على الإنترنت (الإنجليزية)
- شارلتون هيستون على موقع قاعدة بيانات الأفلام السويدية (السويدية)
- Hollywood.com entry
- Reel Classics
- BBC News Obituary
- Obituary and public tribute
- 'From Our Files: An Interview with Charlton Heston' by Phil Elderkin, The Christian Science Monitor, November 4, 1959